# Loess Hills

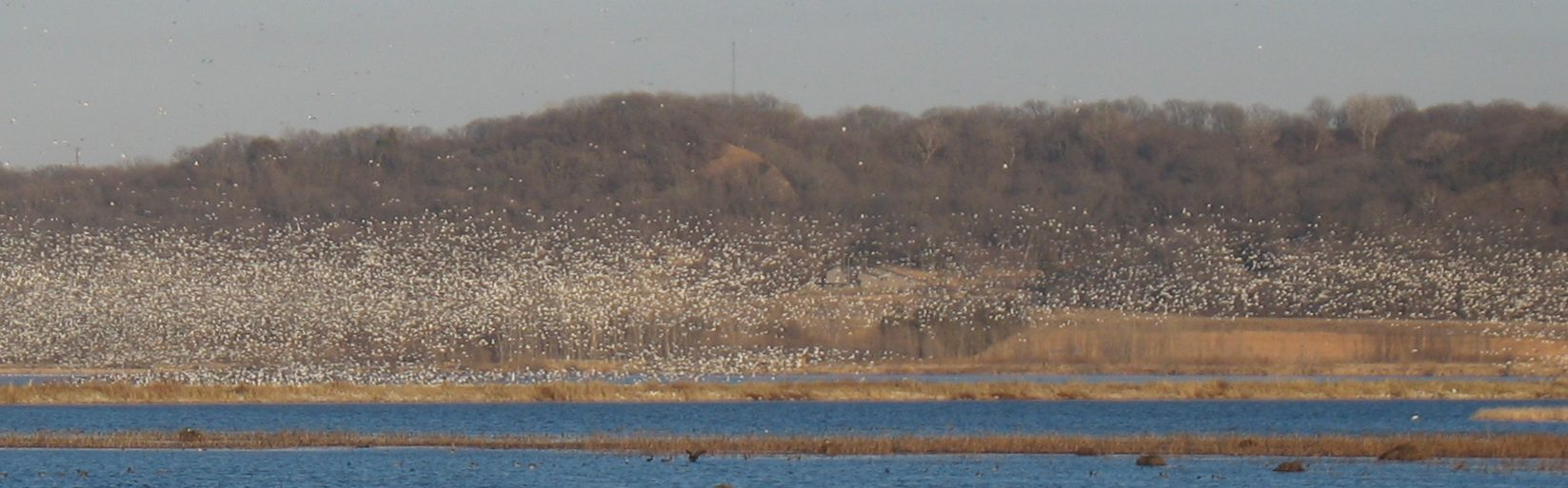
Oche delle nevi in volo sulle loess hills nel Squaw Creek National Wildlife Refuge sulle rive del Missouri vicino a Mound City.

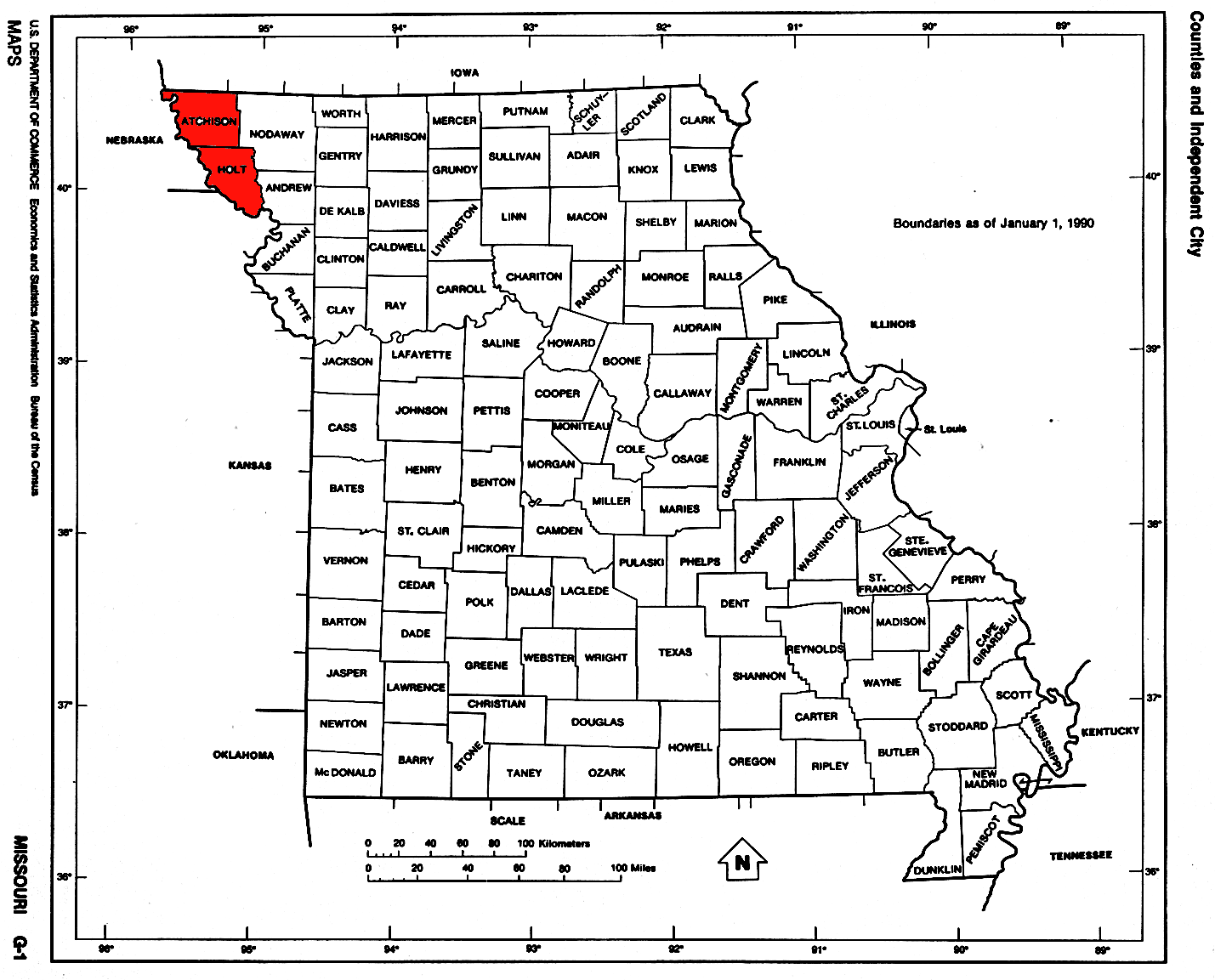
La regione delle Loess Hills nello stato del Missouri.

Le Loess Hills sono una regione geografica degli Stati Uniti d'America caratterizzata dalla presenza di depositi eolici (loess o Löss) localizzati nella parte occidentale degli Stati dell'Iowa e del Missouri lungo le rive del fiume Missouri.

## Geologia
Le Loess Hills sono generalmente situate tra 1 e 24 km a est del letto del fiume Missouri. Queste sono le prime colline presenti al di là delle pianure alluvionali del fiume, che danno forma ad una sorta di "fronte" tra le regioni di Iowa, Missouri e Nebraska adiacenti al corso del Missouri.
Durante l'ultima era glaciale, i ghiacciai in avanzamento frantumarono la roccia sottostante, rendendola in polvere. Con la ritirata dei ghiacciai ingenti quantità di sedimenti fangosi invasero la valle del fiume Missouri.
I venti secchi spostarono il limo con enormi nubi di polvere, depositandolo su ampie aree. Il limo più pesante e grossolao venne depositato nei pressi della pianura alluvionale del Missouri sotto forma di grandi dune, successivamente stabilizzate dalla crescita della vegetazione. L'azione erosiva della natura ha modellato in seguito la regione nella forma attuale.